# Cybermercs: The Soldiers of the 22nd Century
Cybermercs: The Soldiers of the 22nd Century est un jeu vidéo de type hack 'n' slash développé par NORA et édité par JC Research, sorti en 1998 sur Windows.

## Accueil
À sa sortie, ce succédané de Diablo situé dans un univers de science-fiction a reçu la note de 68 % dans le magazine allemand PC Player.
En 2018, le jeu est cité dans le dossier de Canard PC « Les Nanars du jeu de rôle : Une contre-histoire du RPG » qui le décrit comme « terriblement répétitif ».